# Concerto pour clarinette no 1 de Spohr
Pour les articles homonymes, voir Concerto pour clarinette (homonymie).
Le Concerto pour clarinette et orchestre no 1 opus 26 en ut mineur est un concerto de Louis Spohr composé entre l'automne 1808 et le début de 1809 à la demande du clarinettiste Johann Simon Hermstedt (1778-1846). Il comporte trois mouvements.

## Contexte
Après avoir commencé à donner des concerts en tant que membre de l'orchestre du théâtre de Brunswick, Louis Spohr s'attire le mécénat du duc Charles-Guillaume-Ferdinand de Brunswick-Wolfenbüttel. En avril 1802, le duc engage le violoniste Franz Eck, l'un des représentants directs de l'école de Mannheim, et organise un voyage à Saint-Pétersbourg, auquel Spohr, âgé de dix-huit ans, participe en tant qu'élève de Eck. En raison du succès de ces concerts et des différentes critiques que le critique musical Johann Friedrich Rochlitz publie dans le journal Leipziger Allgemeine Musikalische Zeitung très suivi, Spohr est invité à passer une audition pour le poste de Konzertmeister à Gotha et obtient le poste en août 1805. Spohr vit à Gotha jusqu'en 1812, où il développe ses compétences de chef d'orchestre et élargit son expérience de compositeur dans une ville à la politique relativement avancée et à l'atmosphère culturelle moderne et libérale. Spohr rejoignit la société franc-maçonne libérale et devint membre de la loge Ernst zum Compass,,.

## Histoire de l'œuvre
Le Concerto pour clarinette n°1 op. 26 a été composé en 1808, durant les années de son séjour à Gotha. Il est le premier d'une série de quatre concertos commandés par le duc Gonthier-Frédéric-Charles Ier de Sondershausen pour le clarinettiste virtuose Johann Simon Hermstedt, employé par le duc dans son orchestre de chambre. Après avoir écrit le concerto, Spohr se rendit à Sondershausen, où il avait été invité par Hermstedt, pour écouter l'orchestre du clarinettiste. Impressionné, Spohr invita Hermstedt à participer à un concert qu'il organisa le lendemain. Avec Spohr comme premier violon, Hermstedt interpréta le Quintette pour clarinette de Mozart devant un public enthousiaste. Le succès de ce concert contribua à consolider une profonde amitié qui se transforma finalement en un engagement durable entre les deux musiciens ; Hermstedt joua encore la musique de Spohr plus de vingt ans après la composition du premier concerto.
Les trois premiers concertos sont écrits pour clarinette en si bémol (opus 26, n° 1 de 1808 ; opus 57, n° 2 de 1810 ; Woo 19, n° 3 de 1821) et un quatrième pour clarinette en la (Woo 20, n° 4 de 1828). Bien que le premier concerto ait été achevé dès la fin janvier 1809, il ne fut publié qu'en 1812 par Ambrosius Kühnel.
Dans l'autobiographie de Spohr, nous pouvons lire sa réaction à la demande de Hermstedt : 

« J'ai volontiers accepté la proposition, car l'immense habileté que possédait Hermstedt, en plus d'une belle sonorité et d'une intonation pure, me laissait toute liberté de m'en remettre entièrement à ma fantaisie. Après m'être un peu familiarisé avec la technique de l'instrument avec l'aide de Hermstedt, je me mis rapidement au travail et l'achevai en quelques semaines. C'est ainsi[121] qu'est né le ! concerto en ut mineur (gravé quelques années plus tard comme op. 26 chez Kühnel), avec lequel Hermstedt a eu tant de chance lors de ses voyages artistiques qu'on peut bien affirmer qu'il lui doit principalement sa réputation. Je le lui ai transmis moi-même lors d'une visite à Sondershausen à la fin du mois de janvier 1809 et je l'ai initié à la manière de l'interpréter. »

— Louis Spohr,
Le résultat de ce concerto a fortement fait avancer les carrières de Spohr et de Hermstedt et est devenu une révolution dans la technique de jeu de la clarinette, en raison des passages complexes qui apparaissent tout au long du concerto, tant en ce qui concerne les doigtés que les registres sonores atteints. Dans la préface de l'édition de 1810, Spohr s'est senti obligé d'expliquer les difficultés rencontrées dans le rôle de soliste :

« Je présente aux clarinettistes un concerto que j'ai composé il y a plus de deux ans pour mon ami, le directeur musical Hermstedt de Sondershausen. Comme mes connaissances de la clarinette étaient alors plutôt limitées, je n'ai guère tenu compte de ses difficultés et j'ai écrit quelques passages qui, à première vue, peuvent sembler impossibles au clarinettiste. Cependant, loin de me demander de modifier ces passages, M. Hermstedt s'est efforcé de perfectionner la technique avec son instrument et, par un travail constant, il a bientôt atteint une telle maîtrise que sa clarinette n'a plus jamais produit de sons discordants, voilés ou incertains. »

— Louis Spohr
Il s'agit d'un concerto plein de chromatisme qui exige de l'interprète une aisance technique rare à l'époque ainsi qu'une maîtrise avancée des nuances et une facilité d'exécution des gammes chromatiques et des arpèges. Les modulations du concerto sont contrastées et exploitent les possibilités de l'instrument ainsi que les transitions chromatiques entre les tonalités. En raison de ces difficultés techniques, les clarinettistes ont dû progressivement modifier leur instrument et ajouter de nouvelles clés pour pouvoir interpréter ce concerto, contrairement aux clarinettes historiques habituelles de la fin du XVIIIe siècle qui ne comportaient que cinq ou six clés. Le concerto, qui a été créé en 1809 sous la direction de Spohr, a été joué avec ces nouvelles clarinettes à treize clé, qui ont également été entendues lors de plusieurs tournées dans différentes villes européennes.

## Analyse de l'œuvre
Le concerto se compose de trois mouvements :
- Adagio - Allegro (en ut mineur - ut majeur)

- Adagio (en la bémol majeur)

- Rondo - Vivace (en ut mineur)

Le premier mouvement, de forme sonate classique, commence par une brève introduction adagio, puis se poursuit en allegro. Le premier thème en do mineur est suivi d'un second en mi bémol majeur, puis d'un retour au premier thème en do mineur. Le développement est en la bémol majeur avec le deuxième thème en ut majeur, revient à la reprise en ut mineur et se termine par une coda en ut majeur.
Le deuxième mouvement, un adagio en la bémol majeur et sans développement, est construit autour d'une ligne mélodique simple, la clarinette solo étant uniquement accompagnée par les cordes de l'orchestre.
Le troisième mouvement est un rondo qui utilise le même schéma tonal que le premier mouvement, mais qui se termine en do mineur et qui, comme le premier mouvement, exige des compétences techniques considérables.

## Instrumentation
- Deux flûtes, deux hautbois, deux bassons, deux cors, deux trompettes, timbales, cordes.